# IT8-karta
IT8-karta (eng. IT8 target) avser någon av de färgkartor för karaktärisering av färgenheter (så som skannrar och tryckpressar, i ett led i att möjliggöra färgstyrning), som definieras i standarder utgivna av ANSI/CGATS.
Flera olika IT8-färgkartor finns att tillgå, innehållande olika färgrutor och med olika tillämpningsområden:
- IT8.7/1 för karaktärisering av skannrar för genomsiktsoriginal. Definierad i ANSI IT8.7/1-1993 (R2008). Denna data är identisk med ISO 12641:1997[1], där också IT8.7/2 ingår.
- IT8.7/2 för karaktärisering av skannrar för påsiktsoriginal. Definierad i ANSI IT8.7/2-1993 (R2008). Denna data är identisk med ISO 12641:1997[1], där också IT8.7/1 ingår.
- IT8.7/3 för karaktärisering av fyrfärgstryck. Definierad i ANSI IT8.7/3-2010. Denna data är identisk med ISO 12642-1:1996[2].
- IT8.7/4 för karaktärisering av fyrfärgstryck (innehåller en utökad datamängd jämfört med IT8.7/3). Definierad i ANSI IT8.7/4-2005 (R2010).